# Джо Кокс
Гелен Джоанн «Джо» Кокс (англ. Helen Joanne "Jo" Cox; 22 червня 1974, Батлі, Західний Йоркшир — 16 червня 2016, Берстолл, Західний Йоркшир) — політик Лейбористської партії Великої Британії. Джо Кокс була членом парламенту від виборчого округу Батлі і Спен, активним прихильником захисту жертв громадянської війни в Сирії, виступала за збереження Великої Британії в Євросоюзі.

## Біографія
Джо Кокс народилася 22 червня 1974 року у Батлі, Західний Йоркшир, Англія. Отримала освіту в гімназії Гекмондуайк, Західний Йоркшир. В 1995 році закінчила коледж у Кембриджі, де вивчала соціально-політичні науки. Працювала у благодійній організації Oxfam. Джо Кокс була вбита 16 червня 2016 року під час робочого візиту до міста Берстолл, у Західному Йоркширі після словесної перепалки з одним із чоловіків. Прем'єр-міністр Британії Девід Кемерон у своєму «Твіттері» написав, що глибоко стурбований інцидентом. Через трагедію призупинили кампанію по Brexit, котра завершувалася референдумом 23 червня.
У 41-річної Джо Кокс було двоє дітей. Королева Єлизавета ІІ написала Брендону Коксу листа зі співчуттями.